# 史泰登島渡輪

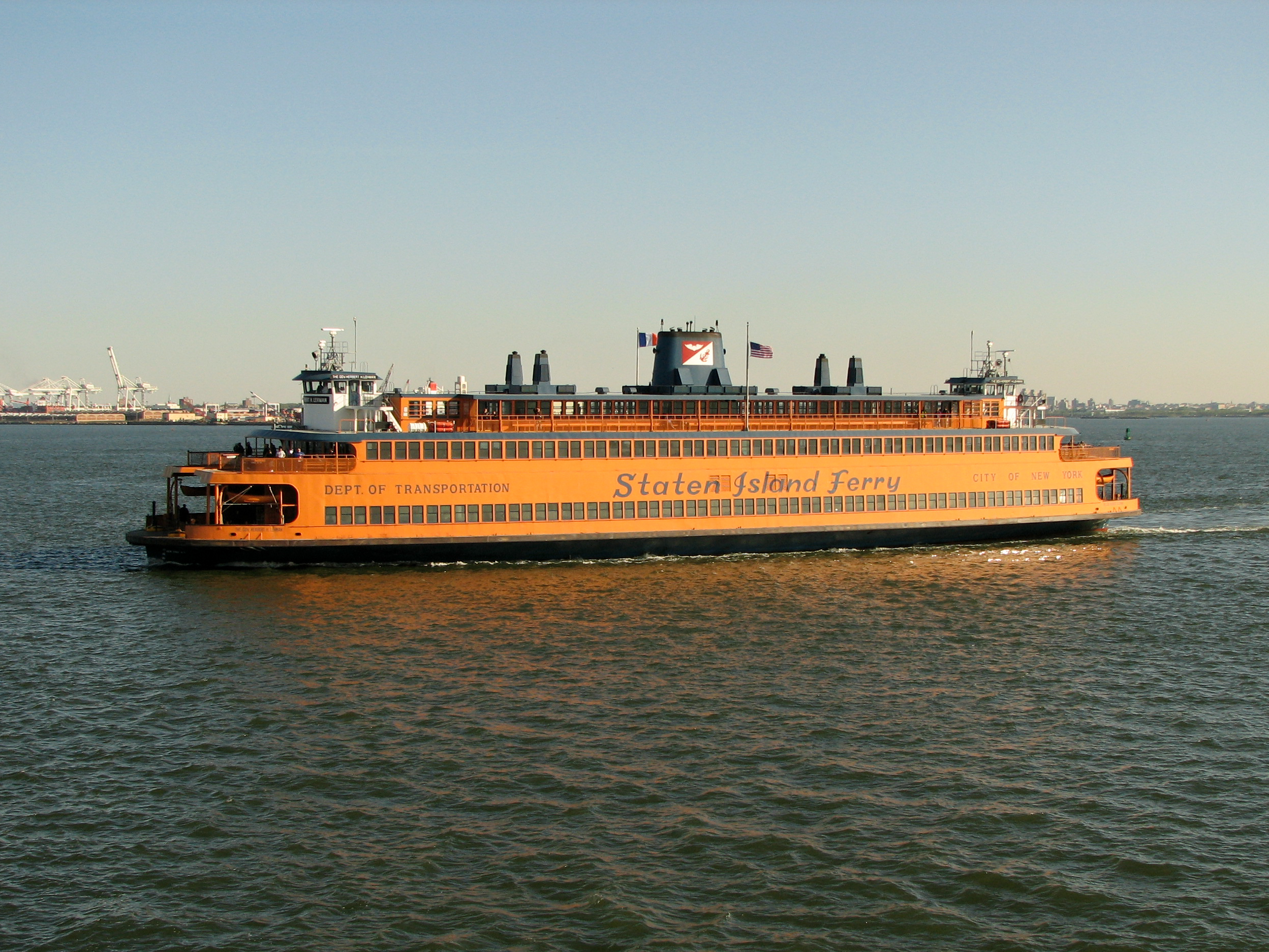
史泰登島渡輪正在跨越紐約港，背景為韋拉札諾海峽大橋。

史泰登島渡輪（英語：Staten Island Ferry）是一條位於美國紐約港內的渡輪路線，由紐約市交通局所營運，連接紐約市的曼哈頓砲台公園的南碼頭與史泰登島的聖喬治渡輪碼頭。這一條連接曼哈頓與史泰登島的渡輪路線是全美國最繁忙的渡輪路線，每年大約載運一千九百萬名乘客跨越8.4（5.2英里）長的航線。史泰登島渡輪全年365日，每日24小時都行駛。過去搭乘渡輪需要付少許的費用，但與紐約地鐵收費相比，史島渡輪相對下便宜許多，不過自1997年開始停止收費成為免費渡輪。
史泰登島渡輪總共有九艘船分為四種級別。